# Louise de Degenfeld
Marie-Suzanne-Louise, dite Louise de Degenfeld \de.guən.fɛld/ née le 28 novembre 1634 à Strasbourg et morte le 18 mars 1677 à Mannheim est une dame de compagnie de Charlotte de Hesse-Cassel.
Elle épouse l’électeur palatin Charles Ier Louis de manière morganatique, après que celui-ci a répudié Charlotte de Hesse-Cassel. Elle est la mère de quatorze des dix-sept enfants de son mari, pour lesquels il ressuscite le titre de raugrave, et elle est nommée raugravine en 1667. Ses enfants étant illégitimes, ils ne purent accéder au titre de comte palatin et n'eurent aucune terre.

## Biographie

### Jeunesse
Née à Strasbourg en 1634, c'est la fille du baron Christophe-Martin de Degenfeld, et de la baronne Anne-Marie Adelman d'Adelmansfelden. Décrite comme ayant « une rare beauté, une vivacité d'esprit piquante et des talents rares », ainsi que « timide, candide, rougissante et idéaliste » elle semble avoir eu une bonne éducation car elle eut avec le comte palatin une correspondance en latin, qu'elle maîtrisait parfaitement, ainsi que d'autres langues,.

### Débuts à la cour du comte palatin
Arrivée à la cour de Charles Ier Louis du Palatinat en 1650 ou 1652, elle est dame d'honneur de sa femme Charlotte, avec qui elle est très proche.
Le comte s'attache à elle, étant fort malheureux en mariage, sa femme se refusant souvent à lui et à laquelle il a reproché la mort de leur fils Frédéric (1653). Néanmoins, Louise tente de raisonner Charles n'étant que « [sa] très-humble servante » et qu'il devait rester fidèle « à [sa] très clémente maîtresse » (c'est-à-dire l'électrice Charlotte). Après que Louise ait averti sa maîtresse des avances de son mari, l'électrice décide de la garder plus proche d'elle. Quand Louise veut quitter la cour, Charles lui ordonne de rester, montrant devant tous son amour pour elle. Prétextant une santé déclinante et demandant « un changement d'air », elle se voit refuser un congé pour s'éloigner de lui.

### Ascension de Louise
Cette relation attise la colère de Charlotte, qui veut revenir dans le cœur de son mari en lui offrant un cheval gris de Naples. Bien qu'il possède une chabraque dorée brodée par Charlotte, Charles reste insensible et la réprimande pour cette folie qui coûte cher à son état. L'électrice ayant toute confiance dans les conseils de Louise, elle va lui confier son chagrin. Louise ayant commencé à céder aux lettres enflammées du comte, elle conseille à sa maîtresse de déménager du château, tout en décidant de rester.
Cherchant querelle avec sa femme, Charles tente de trouver le prétexte à sa répudiation et il la soupçonne ouvertement d'avoir un amant, et cela la remplit encore de chagrin. Elle est souffletée par son mari en public en disant tout haut qu'il a une maîtresse. Bien que devinant que Louise est la cause de son malheur, Charles la convainc du contraire. Charlotte qui a suivi avec regret son époux se retrouve prisonnière dans ses propres appartements, lors de leur retour de la diète de Ratisbonne en 1654. Elle dépense beaucoup, ils se disputent souvent devant tout le monde, son mari lui reproche de montrer trop sa gorge, et il considère tout cela comme insulte à son honneur.

### Mariage
En 1657, quand Charles apprend à Charlotte son désir de la quitter, elle en pleure beaucoup mais l'assure de cohabiter au mieux avec sa nouvelle femme, tout en le prévenant qu'il serait jugé par Dieu pour cet acte. Le mariage a lieu l'année suivante, à Schwetzingen ou Schweinitz, selon les sources, par « Hiskias Eléazar Heiland, ou selon d'autres, par Samuel Herland » tous deux ministres luthériens de Heidelberg. L'électrice Charlotte tente même de tirer sur Louise au moment même ou après s'être jetée aux pieds de son ancien époux, pour revenir à lui en échange de sa propre soumission.
Louise et Charles Ier ont quatorze enfants. Parmi eux seuls huit enfant parviennent à l'âge adulte, mais aucun des héritiers mâles n'a le temps de continuer la lignée et deux filles restent célibataires.

### Décès
Elle meurt en couches le 18 mars 1677 et est inhumée en grande pompe à Mannheim. Son époux l'électeur Charles Ier fait frapper une médaille en son honneur.

## Descendance
Quatorze enfants sont nés de son union avec Charles Ier Louis du Palatinat :
- Charles-Louis (15 octobre 1658 – 12 août 1688), mort au combat ;
- Caroline (19 novembre 1659 – 28 juin 1696) (en), mariée à Ménard de Schomberg ;
- Louise (25 janvier 1661 – 6 février 1733), dame d'honneur de l'électrice de Hanovre et l'une des principales destinataires des lettres de sa demi-sœur Liselotte ;
- Louis (19 février 1662 – 7 avril 1662) ;
- Amélie-Élisabeth (1er avril 1663 – 13 juillet 1709,) idem que Louise ;
- Georges-Louis (30 mars 1664 – 20 juillet 1665) ;
- Frédérique (7 juillet 1665 – 7 août 1674)[6],[3] ;
- Frédéric-Guillaume (25 novembre 1666 – 29 juillet 1667) ;
- Charles-Édouard (19 mai 1668 – 2 janvier 1690), mort au combat ;
- Sophie (19 juillet 1669 – 28 novembre 1669) ;
- Charles-Maurice (9 janvier 1671 – 13 juin 1702) ;
- Charles-Auguste (19 octobre 1672 – 20 septembre 1691), mort au combat ;
- Charles-Casimir (1er mai 1675 – 28 avril 1691), mort dans un duel contre le comte Antoine de Waldeck[3] ;
- Enfant au prénom inconnu (18 mars 1677 – ? )[1] dont l'accouchement provoqua la mort de Louise.

## Héraldique
« Écartelé au 1 et au 4 de sable au lion contourné d'or rampant à la couronne, à la langue et aux griffes de gueules ; le 2 et 3 aux losanges d'azur et d'argent, avec sur le tout de gueule un orbe d'or. »